# Dajr Hassan
Dajr Hassan – wieś w Syrii, w muhafazie Idlib. W 2004 roku liczyła 1875 mieszkańców.